# Жарден
Жарден (фр. Jardin) — коммуна во Франции, находится в регионе Рона — Альпы. Департамент коммуны — Изер. Входит в состав кантона Вьенн-Сюд. Округ коммуны — Вьенн.
Код INSEE коммуны — 38199. Население коммуны на 2006 год составляло 2131 человек. Населённый пункт находится на высоте от 194 до 407 метров над уровнем моря. Муниципалитет расположен на расстоянии около 420 км юго-восточнее Парижа, 30 км южнее Лиона, 75 км северо-западнее Гренобля. Мэр коммуны — M. Guy Hugueville, мандат действует на протяжении 2008—2014 гг.
Динамика населения (INSEE):

## Города-побратимы
- Стангелла, Италия (2002)